# 青木島町
- 日本 > 中部地方 > 長野県 > 長野市 > 更北地域 > 青木島地区 > 青木島一〜三丁目・青木島町青木島・青木島町綱島・青木島町大塚・大橋南一〜二丁目・丹波島一〜三丁目・三本柳東一〜二丁目
- 日本 > 中部地方 > 長野県 > 長野市 > 更北地域 > 稲里地区 > 三本柳東三丁目
- 日本 > 中部地方 > 長野県 > 長野市 > 川中島地域 > 川中島地区 > 三本柳西一〜三丁目

青木島町（あおきじままち）は、長野県長野市の中央部にある地域。
1. 【最狭義】青木島一〜三丁目の範囲。
2. 【狭義】1.に、「青木島町」を冠する青木島町青木島・青木島町綱島・青木島町大塚を加えた範囲。
3. 【広義】2.に、大橋南一〜二丁目・丹波島一〜三丁目・三本柳東一〜二丁目を加えた範囲。1889年（明治22年）4月時点の更級郡青木島村域に相当する、長野市役所更北支所管内青木島地区。

なお、本項では3. のほか三本柳東三丁目・三本柳西一〜三丁目についても併せて解説する。また、かつて概ね同区域に所在した更級郡青木島村（あおきじまむら）についても述べる。
三本柳西一〜三丁目は長野市役所川中島支所、そのほかは更北支所の管内である。
地域の面積は5.61km2。地域内の人口および世帯数は、6,323世帯 15,997人（平成26年4月1日現在）。これらは上記3.の範囲に関する値である。

## 概要
地域北端を犀川が流れ、地域東部に国道18号篠ノ井バイパス、西部に国道117号が南北に縦走する。地域南東部には国道19号長野南バイパスも通過している。
犀川沿いの、まだまだ田畑も多くみられる郊外の地区であるが、丹波島橋で長野市街地に直結する丹波島地区などで区画整理が進み、宅地化が急速に進行しているベッドタウンである。世帯数は長野市と合併した1966年（昭和41年）と2007年（平成19年）とを比べると4.0倍も増加しており、旧更北村域で一番の伸びを見せている。
地名は、犀川により形成された微高地に樹木がよく繁茂していたことに由来するという。

### 沿革
前身各村〜旧青木島村〜旧更北村青木島の歴史
- 室町時代後期 - 丹波島村の犀川の、現在の丹波島橋より600mほど上流にあった丹波島の渡しは、4kmほど上流にあった小市の渡し・1kmほど下流にあった市村の渡し（綱島の渡し）の補助的な役割を担っていた
- 江戸時代 - 前身の青木島村・丹波島村・綱島村・大塚村は松代藩領であった
- 1611年（慶長16年） - 北国街道の整備により、犀川の渡し（丹波島の渡し）が置かれ、市村に代わり主要な渡しとなる。丹波島村（現 丹波島一丁目付近）に丹波島宿が置かれる
- 1807年（文化4年） - 丹波島村と上氷鉋村との間に境界争いが起き、境界の目印として柳3本を植える。これが「三本柳」地名の由来となる[3]
- 1872年（明治5年） - 下氷鉋村・広田村・藤牧村・上小島田村・青木島村の5ヶ村共同で、作新学校（長野市立青木島小学校などの前身）が下氷鉋村善導寺に開校
- 1873年（明治6年） - 丹波島村と中御所村との間の犀川に、丹波島舟橋会社により46艘の舟を並べた有料舟橋が架けられる。丹波島橋の初代
- 1875年（明治8年）6月 - 更級郡青木島村、丹波島村を編入
- 1889年（明治22年）4月1日 - 市町村制施行。更級郡青木島村、同郡綱島村・大塚村を編入
- 1945年（昭和20年） - 阿久根台風の影響による大雨で、青木島村綱島の犀川が破堤
- 1949年（昭和24年） - キティ台風により、青木島村丹波島の犀川が破堤
- 1951年（昭和26年）8月 - 青木島中学校・下氷鉋中学校・真島中学校を統合し、青木島村大塚に四ヶ村学校組合立更北中学校（現 長野市立更北中学校）が開校
- 1955年（昭和30年）1月1日 - 更級郡青木島村、同郡稲里村・小島田村・真島村と合併。更北村となる
- 1958年（昭和33年）4月1日 - 更北村大塚に、更北村営有線放送（現 更北有線放送）が開局
- 1966年（昭和41年）10月16日 - 更級郡更北村、（旧）長野市・篠ノ井市・更級郡川中島町・同郡信更村・上水内郡七二会村・埴科郡松代町・上高井郡若穂町と合併。（新）長野市となる（第2次昭和の大合併）。1875年（明治8年）時点の青木島村域は青木島町青木島、旧綱島村域は青木島町綱島、旧大塚村域は青木島町大塚となる

長野市青木島町の歴史
- 1969年（昭和44年）11月2日 - 犀川に国道18号長野大橋が開通。青木島町綱島と川合新田とを結ぶ
- 1981年（昭和56年）4月4日 - 国道18号篠ノ井バイパスが開通。地域東部を縦走する
- 1975年（昭和50年）3月9日 - 町名整理。青木島町青木島の一部を分け、青木島一・二丁目が発足
- 1976年（昭和51年）6月1日 - 町名整理。青木島町青木島の一部を分け、丹波島一〜三丁目が発足
- 1987年（昭和62年）1月13日 - 町名整理。青木島町綱島・真島町真島の各一部を分け、大橋南一・二丁目が発足
- 1987年（昭和62年）2月24日 - 町名整理。青木島町青木島の一部を分け、青木島三・四丁目が発足
- 1988年（昭和63年） - 三本柳土地区画整理事業が始まる。現在の三本柳東一〜三丁目・三本柳西一〜三丁目
- 1993年（平成5年）4月1日 - 青木島町青木島（現 三本柳東二丁目）に、長野市立三本柳小学校が新設開校
- 1993年（平成5年）11月16日 - 町名整理。丹波島一・三丁目、川中島町上氷鉋、稲里町中氷鉋の各一部を分け、三本柳東一〜三丁目・三本柳西一〜三丁目が発足
- 1997年（平成9年）12月20日 - 国道19号長野南バイパスが開通。青木島町大塚の南部を通過する
- 2011年（平成23年）11月6日 - 篠ノ井消防署氷鉋分署（稲里町中氷鉋）に代わり、青木島町大塚に更北分署が開署

## 青木島
青木島（あおきじま）は、丹波島橋の南詰にある地区。青木島一・二・三・四丁目がある（住居表示未施行）。郵便番号は381-2247。
地区の北端を犀川が流れる。地区中央部を国道117号・長野県道77号長野上田線が南北に、犀川南通りが東西に走る。周囲は以下の大字・町と接する。
地区内はほぼ全域が宅地化しているが、二丁目・四丁目は商業地・工場地で大半が占められる。
地区内の人口および世帯数は、行政区と住所表示が一致していないが、青木島町青木島も含めると以下の通り（平成26年4月1日現在）。
| 行政区       | 世帯数    | 人口    |
| ------------ | --------- | ------- |
| 青木島一丁目 | 601世帯   | 1,362人 |
| 青木島二丁目 | 6世帯     | 18人    |
| 青木島乙     | 823世帯   | 2,027人 |
|              |           |         |
| 計           | 1,430世帯 | 3,407人 |

### 交通
地区内を走る、アルピコ交通（川中島バス）・長野市循環型乗合タクシーの以下の路線系統が利用できる。

二丁目の丹波島橋南停留所は、市内南部の各方面からの路線が集まり分かれる要衝である。
- アルピコ交通（川中島バス）
  - 30 長野駅 - 松代
  - 31快 長野駅 - 大塚南
  - 32 市役所前 - 長野駅 - 篠ノ井駅
  - 33 市役所前 - 長野駅 - 今井駅 / 篠ノ井高田
  - 34 市役所前 - 長野駅 - 三本柳小学校
  - 35 長野駅 - 稲里循環
  - 36 市役所前 - 長野駅 - 綱島
  - 37 長野駅 - さいなみ団地
  - 38 市役所前 - 長野駅 - 大塚南
  - 高速バス 長野 - 新宿線
  - 高速バス 長野 - 京都・大阪線
  - 高速バス 長野 - 名古屋線
  - 高速バス 長野 - 飯田線
  - 高速バス 長野 - 松本線
  - 高速バス 長野 - 上高地線
- 長野市循環型乗合タクシー
  - W 若里・更北線

### 施設

#### 青木島一丁目
- 長野銀行 丹波島支店
- 平和観光タクシー 本社
- 信学会ゼミナール 青木島校

#### 青木島二丁目
- ウィルコムプラザ 長野青木島
- メディアメガリサイクル館 丹波島店

#### 青木島三丁目
- 長野葬祭センター 南安楽院
- ニューアサヒ 青木島店

#### 青木島四丁目
- りんごの木 本店・La mere りんごの木
- カーセブン 長野青木島店
- 信濃毎日新聞 長野製作センター
- 長野南警察署 更北交番
- 青木島ショッピングパーク - 旧・ベイシア長野店
  - 長野日産自動車 青木島店
  - NISSAN U-CARS サンシャイン青木島
- NTTロジスコ 信越支店・長野物流センター

## 青木島町青木島
青木島町青木島（あおきじままち あおきじま）は、青木島地域中央部の地区。郵便番号は381-2242（乙は381-2241）。
地区北部で犀川に裾花川が合流する。地区の西端を国道117号が南北に通過し、中央のくびれた部分を犀川南通りが通過する。周囲は以下の大字・町と接する。
町域の半分程度は犀川河川敷で占められる。周辺と比べて区画整理は進んでおらず、地区中央部では農地も見られる。
地区内の人口および世帯数は、#青木島を参照。

### 交通
地区内の国道117号を走る、アルピコ交通（川中島バス）の以下の路線系統が利用できる。
- アルピコ交通（川中島バス）
  - 30 長野駅 - 松代
  - 37 長野駅 - さいなみ団地
  - 38 長野駅 - 大塚南

なお、青木島二丁目の丹波島橋南停留所からより多くの路線系統を利用できる。

### 施設
- 長野信用金庫 更北支店
- 道とん堀 長野青木島店
- ドラッグストアなかじま 青木島店
- マルコメ 更北工場

## 青木島町大塚
青木島町大塚（あおきじままち おおつか）は、青木島地域南東部の地区。郵便番号は381-2205。
地区の東部を国道18号篠ノ井バイパスが南北に走り、北部を国道117号、南部を国道19号長野南バイパスが東西に走る。周囲は以下の大字・町と接する。
地区内に3本走る幹線道路沿いには商業地も見られるものの、未だ農地が多い地区で、古くからある道沿いに集落が連なる。
地区内の人口および世帯数は、2,040世帯 5,353人（平成26年4月1日現在）。

### 交通
地区南端の小島田町との境にアルピコ交通長野支社（川中島バス）長野営業所があり、以下の路線系統が利用できる。
- アルピコ交通（川中島バス）
  - 11・21 宇木 - 長野駅 - 大塚南
  - 11快 長野駅 ← 大塚南
  - 31快 長野駅 ← 大塚南
  - 38 長野駅 - 大塚南

また、地区内を循環する長野市循環型乗合タクシーが利用できる。
- 長野市循環型乗合タクシー
  - W 若里・更北線

### 施設
- 青木島おいしい広場
  - 甲羅 長野甲羅本店
- ホクト 青木島きのこセンター
  - ホクトメディカル 本社・工場
- スバル信州 カースポット長野
- 長野市立更北中学校
- マツヤ 更北店
- 八十二銀行 更北支店
- レンタルのニッケン 長野営業所
- 甲信ふそう 本部・長野支店
- 長野市役所 更北支所
  - 長野市商工会 更北支部
  - 更北有線放送電話農業組合
- 長野市消防局篠ノ井消防署 更北分署
- 長野市立青木島小学校
- クボタ建機ジャパン 長野営業所

## 青木島町綱島
青木島町綱島（あおきじままち つなしま）は、青木島地域東部の地区。郵便番号は381-2206。
北端を犀川が流れ、中央部を国道18号が南北に走る。犀川の対岸（川合新田）とは、長野大橋で結ばれている。周囲は以下の大字・町と接する。
国道18号を境に地区西部では、区画が整理され宅地化が進んでいる。
地区中央部の綱島交差点を中心に、自動車関連の店舗・工場が大橋南も併せて多く立地する。
地区内の人口および世帯数は、1,170世帯 2,913人（平成26年4月1日現在）。これは大橋南一〜二丁目を含む値である。

### 交通
地区内の国道18号、犀川南通りを走るアルピコ交通（川中島バス）の以下の路線系統が利用できる。
- アルピコ交通（川中島バス）
  - 11・22 宇木 - 長野駅 - 大塚南
  - 36 長野駅 - 綱島
  - 48 長野駅 - 金井山 - 松代

### 施設
- NTT東日本 更北グラウンド - 信越硬式野球クラブ本拠地
- ネッツトヨタ長野 長野大橋店
- トヨタL&F長野
- スズキ自販長野 青木島店
  - U's STATION 青木島
- 長野興農 川中島工場
- 長野市第一学校給食センター
- スバル信州 長野テクニカルセンター

## 大橋南
大橋南（おおはしみなみ）は、青木島地域東部の地区。大橋南一・二丁目がある（住居表示未施行）。郵便番号は381-2207。
地区の西端を国道18号篠ノ井バイパスが通過する。周囲は以下の大字・町と接する。
町名の通り長野大橋の南詰に位置し、地区内はほぼすべて運送会社などの拠点で占められる。
地区内の人口および世帯数については、当地区分のみを計上した統計がなく、青木島町綱島に含まれる。

### 施設

#### 大橋南一丁目
- 信州生コン 大橋工場
- 信州自動車 本社
- ブリヂストンリテール長野 タイヤセンター大橋
- 中越運送 新潟支社長野支店
- キーコーヒー 長野営業所

#### 大橋南二丁目
- 長野いすゞ自動車 長野支店
- ヤマト運輸 長野大橋宅急便センター

## 三本柳
三本柳（さんぼんやなぎ）は、青木島地域西部の地区。三本柳東一・二・三丁目と三本柳西一・二・三丁目がある（住居表示未施行）。郵便番号は三本柳東が381-2245、三本柳西が381-2244。
地区の南東端を旧北国街道が通過する。周囲は以下の大字・町と接する。
三本柳土地区画整理事業によって新たに生まれた住宅地である。地区内には小学校・公園・スーパーなどが整然と配置されている。
地名は、江戸時代に丹波島村と上氷鉋村との境界争いをきっかけに境の目印として植えられた3本の柳に由来する
地区内の人口および世帯数は以下の通り（平成26年4月1日現在）。
| 行政区         | 世帯数  | 人口    |
| -------------- | ------- | ------- |
| 三本柳東一丁目 | 255世帯 | 712人   |
| 三本柳東二丁目 | 72世帯  | 184人   |
| 三本柳東三丁目 | 98世帯  | 311人   |
| 三本柳西一丁目 | 134世帯 | 319人   |
| 三本柳西二丁目 | 179世帯 | 487人   |
| 三本柳西三丁目 | 206世帯 | 569人   |
|                |         |         |
| 計             | 944世帯 | 2,582人 |

### 交通
地区内を走る、アルピコ交通（川中島バス）の以下の路線系統が利用できる。
- アルピコ交通（川中島バス）
  - 33 市役所前 - 長野駅 - 今井駅 / 篠ノ井高田
  - 34 市役所前 - 長野駅 - 三本柳小学校
  - 35 長野駅 - 稲里循環

### 施設

#### 三本柳東一丁目
- 三本柳北公園

#### 三本柳東二丁目
- 長野市立三本柳小学校
- 西友 三本柳店

#### 三本柳東三丁目
- 三本柳東遊園地

#### 三本柳西一丁目
- 三本柳中央公園

#### 三本柳西三丁目
- 三本柳南公園

## 丹波島
丹波島（たんばじま）は、丹波島橋の南詰にある地区。丹波島一・二・三丁目がある（住居表示未施行）。郵便番号は381-2246。
地区の北端を犀川が流れる。地区中央部を旧北国街道が東西に走り、一丁目と二丁目との境を為す。周囲は以下の大字・町と接する。

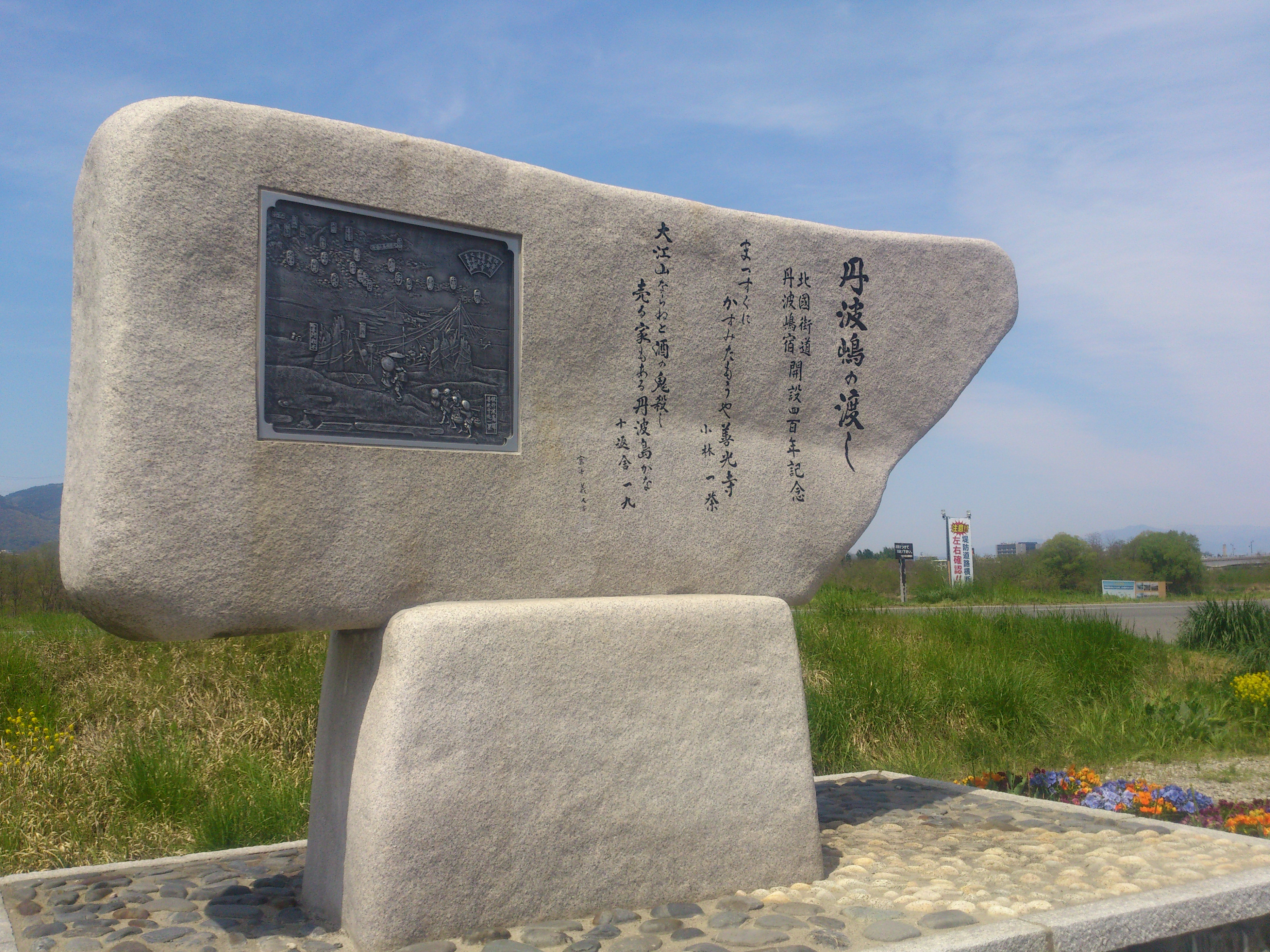
丹波島の渡し跡

旧北国街道・北国西街道の丹波島宿が置かれた地であり、地区内には本陣・問屋・高札場などの遺跡が点在する。現在では区画の整理が為された閑静な住宅地である。
地区内の人口および世帯数は以下の通り（平成26年4月1日現在）。
| 行政区       | 世帯数    | 人口    |
| ------------ | --------- | ------- |
| 丹波島一丁目 | 423世帯   | 1,088人 |
| 丹波島二丁目 | 463世帯   | 1,061人 |
| 丹波島三丁目 | 470世帯   | 1,279人 |
|              |           |         |
| 計           | 1,356世帯 | 3,428人 |

### 交通
北国街道を走る、アルピコ交通（川中島バス）の以下の路線系統が利用できる。
- アルピコ交通（川中島バス）
  - 33 市役所前 - 長野駅 - 今井駅 / 篠ノ井高田
  - 34 市役所前 - 長野駅 - 三本柳小学校
  - 35 長野駅 - 稲里循環

### 施設

#### 丹波島一丁目
- 於佐加神社
- 味の素 長野営業所
- 伊藤ハム販売 長野駐在
- 丹波島宿本陣跡
  - 明治天皇御小休所碑
  - 明治天皇御膳水之碑
- ミヤマ 本社

#### 丹波島二丁目
- アメリカンドラッグ 丹波島店

#### 丹波島三丁目
- 旧北国街道犀川の渡し跡